# Super 8mm film

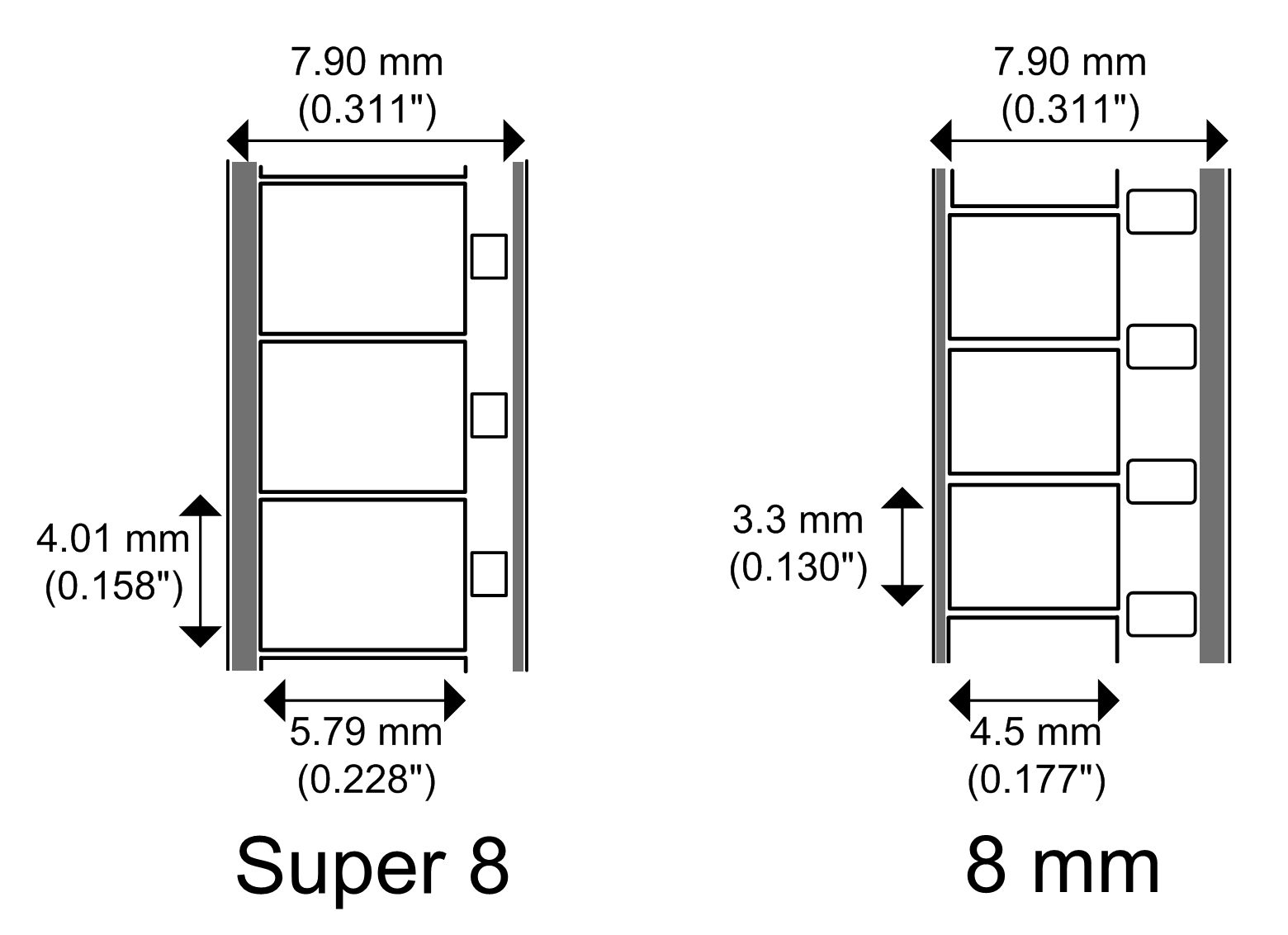
Super 8 a 8 mm film formát

Super 8mm film (zkráceně jen Super8) je filmový formát, který byl uveden v roce 1965 firmou Eastman Kodak jako vylepšení jejího vlastního staršího 8mm amatérského filmu.
Doposud užívaný standardní dvojitý 8mm film (SD8) byl kompromisním formátem, odvozeným z němého 16mm filmu u kterého byla pouze zhuštěna perforace na dvojnásobek a poté rozříznut na dvě poloviny. Kodak zachoval u jeho následovníka vlastně jen jeho původní šířku a jednostrannou perforaci, jinak se jedná o zcela novou konstrukci. Nezůstalo však pouze u filmu jako takového, Super8 tvořil ucelený systém norem a opatření, který odstraňoval téměř všechny nedostatky původní SD8.
Nejnápadnějším rozdílem je zmenšení otvorů perforace a její přesunutí do středu obrazového okénka. Mimo to došlo i k mírnému zvětšení rozteče otvoru. To umožnilo zvětšit plochu filmu určenou pro obraz a dosáhnutí spolehlivějších slepek, protože nyní již nebyly přerušeny perforací. Menší otvory také lépe snášely namáhání drapákem, takže film byl méně náchylný k deformacím. Dalším zlepšením, které není ale patrné z filmového pasu, je sjednocení záběrové polohy drapáku do pozice –3.
Postupně se vyvinulo několik různých kamerových systémů, výsledný vyvolaný film má však vždy stejné rozměry. Nicméně nejrozšířenější byl původní systém Kodak.

## Základní systém a jeho odnože

### Super 8 Kodak systém

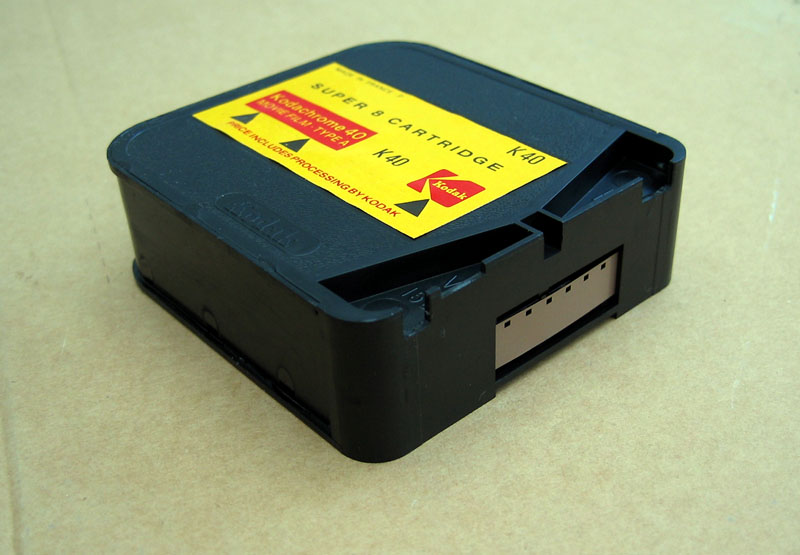
Cartridge Kodachrome 40 KMA464P Super 8

Spolu s novým typem filmu, který zaručoval lepší kvalitu obraz, zavedl Kodak kazety na jedno použití. Všechny doposud užívané úzké filmy se do kamery musely zakládat ručně, někteří výrobci sice dodávaly ke svým kamerám vlastní kazety, ale ty si musel každý plnit metráží sám.
Kazeta obsahuje 50 stop (15m) filmu na cívkách umístěných vedle sebe. Kazeta vystačí při 18obr/s na 3 minuty a 15 sekund a nebo na 2 minuty a 30 sekund při 24obr/s.
Na povrchu je několik zářezů: Středící, který zaručuje správnou polohu kazety v kameře. Zářez určující citlivost filmu, kamera podle něj nastavuje expoziční automatiku. Zářez rozlišující film senzibilizovaný pro denní, nebo umělé (žárovkové) světlo, ten automaticky vyřazuje konverzní filtr vestavěný v kameře. Posledním je zářez určující vyvolávací proces, ten využívají vyvolávací automaty.
Díky této kazetě a vysoké automatizaci kterou přinášela, zpřístupnil formát Super 8 filmování i těm zájemců, kteří postrádali do té doby nezbytnou technickou zručnost.
V roce 1973 uvádí kodak na trh zvukové kazety plněné páskem s magnetickou stopou. Ve zvukových kamerách je možné používat němé kazety, opačně to možné není.

### Singl 8 Fuji
Firma Fuji experimentovala s kazetovým systémem ještě před uvedením Super 8 na trh. Prvotní kazety byly plněny standardní 8mm filmem (rozřezaným), jakmile se však Kodak přišel s novým formátem, začaly se kazety plnit tímto novým filmem.
V kazetě jsou cívky umístěny nad sebou, filmová dráha není součásti kazety, ale kamery. Kazety jsou plněné tenčím filmem na polyesterové podložce a mohou být použity opakovaně.

### Dvojitá Super 8 (DS8)
Film je analogický k standardní osmičce. Dva filmy na jednom pásu širokém 16mm, nejprve se exponuje jedna polovina, poté je nutné film vyjmout z kamery a založit obráceně a pak je možné exponovat zbytek. Toto umožňovalo výrobcům kamer, jednoduše adaptovat dosavadní sortiment na nový formát. V Československu se vyráběly kamery pouze tohoto typu.

### Super Duper 8 (MAX8)
Širokoúhlá verze (16:9) rozšiřující obrazové políčko na plochu vyhrazenou původně zvukové stopě. Stejný princip jako u formátu Super 16mm.

### Polaroid Polavision
Okamžitý film.

## Zvuk
I když, byly první zvukové kamery zavedeny až v roce 1973, byl formát Super 8 od počátku zamýšlen jako zvukový. A to nejen se zvukem magnetickým, který se dosud používat u standardní osmičky, ale i optickým, se kterým se počítalo pro distribuční kopie.
Byla to právě lepší kvalita zvuku, kvůli které byla zvýšena obrazová frekvence z 16 na 18 snímků za sekundu, to spolu s větší roztečí zaručovalo vyšší transportní rychlost a tím zvětšení frekvenčního rozsahu. Na rozdíl od standardní osmičky, která byla původně němá, je zvuková stopa umístěna na neperforovaném okraji filmu, který je méně náchylný k deformacím. Zvuková hlava je v pozici +18, takže při normální obrazové frekvenci předbíhá obraz o jednu sekundu.

### Optický zvuk
Optická zvuková stopa má oproti magnetickému záznamu výrazně horší frekvenční rozsah a u formátu Super 8 má ještě přijatelnou kvalitu pouze při rychlosti 24 obr/s. Pro domácí použití se tento druh zvukového záznamu neujal a i všechny filmové kopie, určené do běžného prodeje, měly zvuk na magnetické stopě.

### Magnetický záznam
Magnetická stopa se nachází na rubové straně filmu, buďto je na něj přímo nanesena, nebo je na film nalepen pásek. Vzhledem k tomu, že magnetická vrstva zvyšuje jednostranně tloušťku filmu, bývá na opačném okraji, mezi perforací a hranou filmu, ještě úzká vyrovnávací stopa, aby se předešlo deformacím při delším návinu na cívku. Časem bylo této vyrovnávací stopy využito jako druhé zvukové stopy. Tento systém se nazývá Duo-play. Projektory vybavené tímto systémem umí přehrávat samostatně signál z jedné, nebo z druhé stopy a nebo sloučit oba signály do jednoho kanálu. Existuje však i několik plně stereofonních modelů.

## Super8 jako distribuční formát
Přestože je film Super8 nejlevnějším zavedeným filmový formátem, byl stále pro domácí použití značně drahý. Z dobových katalogů vyplývá, že zákazník platil filmy v podstatě od metru, bez ohledu na obsah. Začátkem osmdesátých let stávala 120m cívka zvukového filmu asi 90DM.

### Kazety se smyčkami
Zajímavým pokusem o zlepšení výuky ve školách byly tzv. smyčky. Projekce byla možná jen ve speciálním přístroji KP8. V kazetě byl záznam S8 filmu, konstrukce umožnila jeho spojení do nekonečné smyčky. Krátká stopáž ve školách vyhovovala, stejně tak možnost film bez omezení několikrát opakovat bez potřeby opětovného zavádění. Nicméně zde zasáhly jak mechanická křehkost úzkého filmu, tak specifika uživatelů.
Zajímavá myšlenka vzala za své nástupem videorekordérů.

### Celovečerní filmy
Celovečerní filmy v plné délce, tvořily spíše okrajovou část trhu. Filmy byly rozděleny na tři, výjimečně delší na čtyři cívky, které se prodávaly samostatně. Zákazník nebyl nucen koupit celý film. Mnohem častějším případem byly sestřihy, kdy jsou nejzajímavější sekvence filmu zhuštěny tak, aby se vešel na jednu cívku. Například z muzikálu zůstanou jen hudební čísla, z westernů přestřelky a podobně.

### Pornografie
Velký podíl filmů na Super8 tvořil obsah pro dospělé. Přesná čísla dnes nelze zjistit, protože až do poloviny sedmdesátých let platily ve většině evropských států (včetně Německa) zákony silně omezující pornografii, takže distribuce často probíhala v podstatě ilegálním zasíláním z území jiného státu. Srovnání nabídkových katalogů však svědčí o značné nabídce. Kromě 120m cívek se běžně vyskytují i 60m.

### Krátké animované filmy
Filmy pro děti jsou dalším velmi častým typem filmů distribuovaných na formátu Super8. Jedná se většinou o americkou produkci Disney a Warner, převážně na 60m cívkách.
V Československu byly Animované filmy, kromě němých grotesek, jako jediné v běžném prodeji, protože nevyžadovaly zvuk.
Zbytek produkce tvoří dokumenty, sestřihy sportovních utkání, němé grotesky a podobně. Obecně vše, co se vejde na maximálně jednu 120m cívku a je přitom dostatečně zajímavé, aby byl zákazník ochoten zaplatit typicky vysokou cenu.

### Promítání na palubách letadel
Pro potřeby leteckých společností byl tento formát zaveden v roce 1971, postupně vytlačil do té doby používaný 16mm film a stal se standardem až do nástupu videa. Celý film (airline print) byl navinut na jednu cívku (maximálně dvě hodiny) a byl vybaven výrazně levnějším, ale i méně kvalitním optickým zvukem. To kromě úspory také znamenalo, že film nebylo možné přehrát na většině domácích projektorů, protože ty byly vybaveny téměř výhradně jen zvukem magnetickým. Distributoři také často žádali protokolární zničení kopie, po skončení promítacích práv. Vzhledem k tlaku na výši nákladů jsou dnes dochované kopie většinou ve špatném stavu a mají výrazný červený nádech.